# Takam (Népal)
Pour les articles homonymes, voir Takam.
Takam (en népalais : ताकम) est un comité de développement villageois du Népal situé dans le district de Myagdi. Au recensement de 2011, il comptait 3 754 habitants.